# Esplorazione europea del Cile

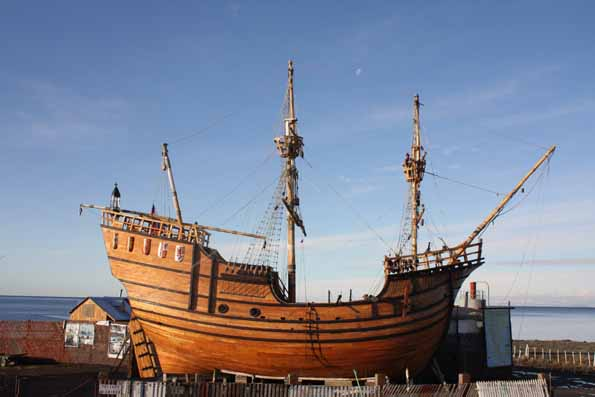
Copia della Nao Victoria di Magellano nel Museo Nao Victoria a Punta Arenas, Cile

Con il termine esplorazione europea del Cile si fa riferimento ai viaggi dei navigatori e alle perlustrazioni degli esploratori fatte in Cile nel corso di molti decenni.
Il Cile fu scoperto nel 1520 da Ferdinando Magellano, grazie al suo passaggio attraverso lo stretto che porta il suo nome, all'estremo sud del continente americano. Successivamente, la prima spedizione a entrare nell'attuale territorio (questa volta dal Nord) del Paese Sudamericano fu quella di Almagro e quella di Valdivia che inizio la conquista di quelle terre.

## Spedizione di Diego de Almagro

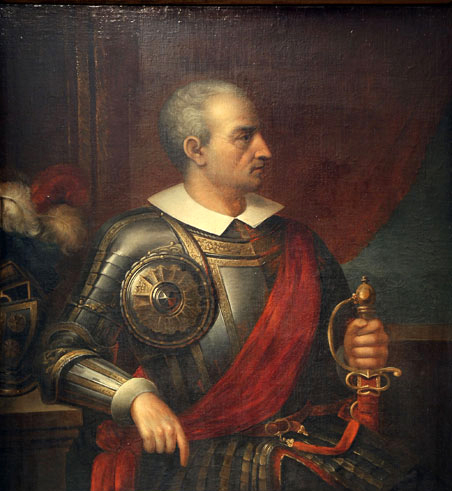
Diego de Almagro

Nel 1536, con l'autorizzazione di  Carlo V, partono da Cuzco cinquecento spagnoli e mille indios, sotto la guida di Diego de Almagro. Nonostante le difficoltà economiche nel finanziare l'impresa, la spedizione riesce a partire iniziando così il viaggio verso le terre meridionali.
All'altezza di Copiapó la spedizione entra in Cile attraversando le Ande ma, sia a causa del clima impervio che della pericolosità delle montagne stesse, muoiono parecchi membri della spedizione. Una volta giunti in territorio cileno i membri restanti della spedizione si fermano nella valle di Copiapó per poi riprendere più tardi il viaggio verso sud. Arrivati nella valle dell'Aconcagua, gli spagnoli iniziano a cercare le ricchezze che gli Incas avevano descritto scontrandosi, per la prima volta, con la popolazione locale. Gómez de Alvarado nella battaglia di Reinohuelen ha a che fare con la forte resistenza dei mapuche.
Le ricchezze descritte dagli Incas però non si trovano, a parte le terre coltivate dagli indigeni (pochi al centro e numerosi ed agguerriti più a sud) non c'è nient'altro. Gli spagnoli decidono così di tornare indietro seguendo però un'altra via: il deserto.

## Spedizione di Pedro de Valdivia

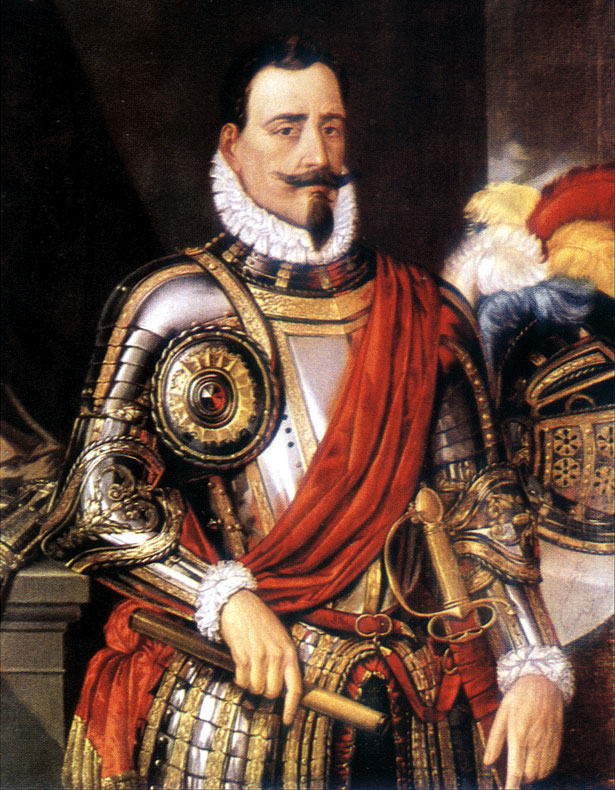
Pedro de Valdivia

Nel 1540 Pedro de Valdivia decide di partire per il Cile in cerca di fama e di gloria. Grazie all'esperienza della spedizione di Almagro decide di farlo attraversando il deserto. A causa delle scarse risorse economiche deve affrontare il viaggio assieme a due finanziatori, il commerciante Francisco Martínez e il capitano Alonso de Monroy.
Da Cuzco, Valdivia e dodici uomini, con l'autorizzazione di Pizarro (e di Carlo V), parte per il Cile, attraversando il deserto dove soffre la fame e la sete. All'arrivo a Copiapó il gruppo è cresciuto fino ad arrivare a centocinquanta uomini. Prima di Natale arrivano nella valle del fiume Mapocho dove il 12 febbraio del 1541, Valdivia fonda la città Santiago del Nuevo Extremo.